# Onya La Tour

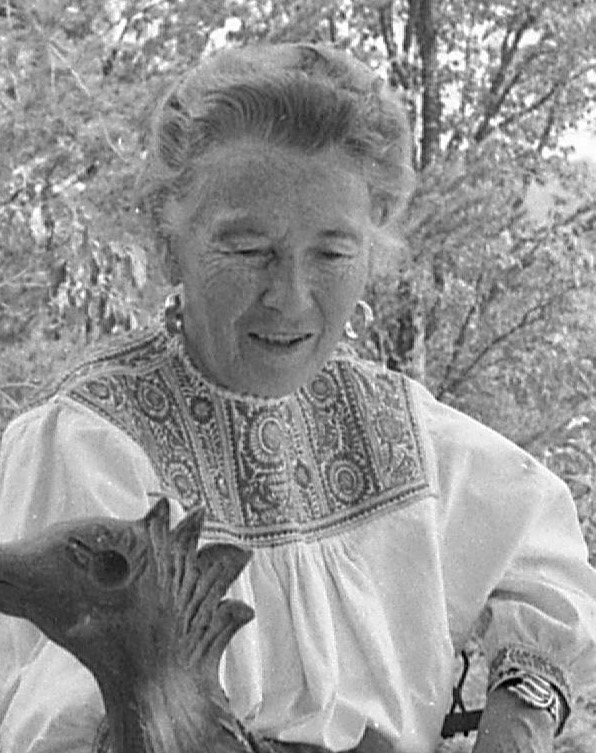
Onya La Tour (1963)

Onya La Tour (* 7. April 1896 in Salem, Washington County, Indiana; † 2. Juni 1976 in Greenwood, Indiana) war eine US-amerikanische Kunstsammlerin, Galeristin und Kunstförderin.

## Leben
Ona La Tour wurde als Ona Alberta Tarr geboren. Angaben zu ihrem Geburtsort und ihrem frühen Leben variieren in den Quellen, übereinstimmend sind jedoch das Geburtsjahr 1896 und die Herkunft aus Indiana. Sie verließ früh das Elternhaus und heiratete 1920 Albro Latimer Kellock. In den 1920er Jahren lebte sie zeitweise im Westen der USA, unter anderem in Homestead bei Spokane im Bundesstaat Washington, und bekam eine Tochter namens Manya (geb. ca. 1926). In den 1930er Jahren reiste sie nach Europa und wirkte anschließend in Puerto Rico, wo sie eigenen Angaben zufolge eine Galerie leitete. Mitte der 1930er Jahre zog sie nach New York, wo sie in der Kunstszene aktiv war. Von 1936 bis 1937 leitete sie die Federal Art Gallery des Works Progress Administration/Federal Art Project. Ab 1937 betrieb sie die Onya La Tour Gallery. Ende der 1930er Jahre verlagerte sie ihren Wirkungsschwerpunkt wieder nach Indiana. Ihre Sammlung wurde von 1938 bis 1940 in Indiana eingelagert. 1940 richtete sie in Brown County, Indiana, das kurzlebige „Indiana Museum of Modern Art“ ein. In den folgenden Jahrzehnten lebte sie in mehreren von ihr selbst entworfenen Häusern in der Gegend von Nashville/Brown County und zeigte dort Teile ihrer Sammlung, darunter das Spellbound House und das Saint Blue Cloud’s House. Einen Teil ihrer verbliebenen Sammlung sowie ihre Papiere schenkte sie im Jahr 1972 dem Indianapolis Museum of Art (Newfields).
Von den 1930er bis zu den 1960er Jahren sammelte und zeigte Onya La Tour zahlreiche Werke der amerikanischen und europäischen Moderne. Die Bestandsangaben in den zeitgenössischen Quellen sprechen von mehreren hundert Arbeiten von Dutzenden bis etwa hundert beteiligten Künstlerinnen und Künstlern. Der Ausstellungskatalog von 1940 nennt Dutzende Werke von David Davidovich Burliuk, neun Werke von Oronzo Vito Gasparo, 76 Werke von Helen West Heller, von denen sich heute etwa 30 im Indianapolis Museum of Art befinden, sowie 28 Werke von Phillip Ayer Sawyer. Darüber hinaus sind Werke von Josef Albers, Maurice Becker, Hans Böhler, Ilya Bolotowsky, Arnold Franz Brasz, Stuart Davis, Arthur Dove, Arshile Gorky, John D. Graham, Guy Maccoy, Jackson Pollock, Emanuel Glicen Romano, Will Henry Stevens.
Sie förderte Ausstellungen, betrieb eigene Galerieräume (unter anderem in New York und Puerto Rico) und setzte sich als Vermittlerin und Sammlerin für abstrakte und moderne Positionen ein – zu einer Zeit, als diese in vielen US-Regionen noch kaum rezipiert wurden. Ein Teil ihrer Sammlung gelangte in die Bestände des Indianapolis Museum of Art. In den Jahren 2014/2015 präsentierte das Museum eine Auswahl der Onya-La-Tour-Sammlung in einer Ausstellung mit dem Titel „The Onya La Tour Collection: Modernism in Indiana“.